# 松尾邦之助

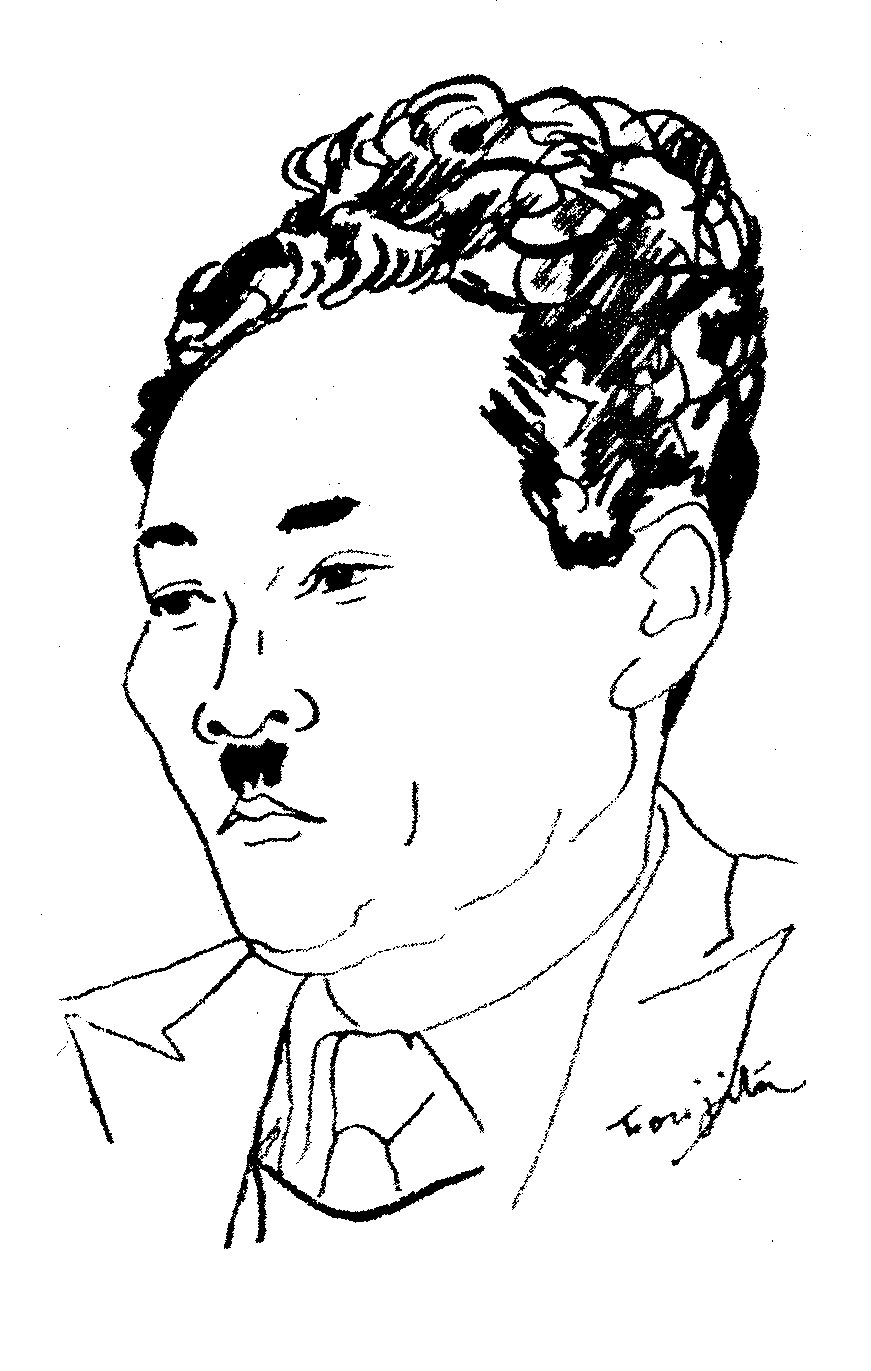
パリ陥落の1940年

松尾 邦之助（まつお くにのすけ、1899年（明治32年）11月15日 - 1975年（昭和50年）4月3日）は、日本の新聞記者、評論家、翻訳家。
反権力・個人主義的志向を持つ人物であった。1940年のナチス・ドイツの占領まで長くパリに住み、日仏の文化交流に貢献した。

## 生涯
松尾嘉平・きみの次男として、静岡県引佐郡引佐町金指（現・浜松市北区引佐町金指）に生まれた。家は裕福な呉服商で、嘉平ときみの間には邦之助を含めて三男三女がいた。金崎の小学校、気賀（現・浜松市北区細江町気賀）の高等小学校を経て静岡県立浜松中学校（現・静岡県立浜松北高等学校）を了え、親の希望の旧制高等学校でなく、東京外国語学校フランス語文科に学び、1922年、逓信省の嘱託となり、その秋、嘉平の渋々の承諾を得て渡仏し、パリに住んだ。
1923年、パリ大学高等社会学院の卒業免状を取得した。家運が傾き送金が絶えたので、雑役に就いたのち、1925年、パリの日本人会の書記になった。1926年、中西顕政の出資で仏文の文化雑誌 ”Revue Franco-Nipponne"（日仏評論）を創刊し、翌年からは自前の印刷所で製本した。現地の先輩、藤田嗣治が協力した。金主の中西は三重県南牟婁郡木本町（現・熊野市大本町）の山持ちの富豪・中西源吉（木本木材商組合長）の息子で、 1913年より滞欧し、大金を持つ怪人として在仏邦人の間で知られていた。
1927年、スタイニルベル=オーベルラン（Émile Steinilber-Oberlin）との共著 "Les haikai de Kikakou"（其角の俳諧）を現地で出版し、また、岡本綺堂の『修善寺物語』の仏訳を、"LE MASQUE"の外題で上演した。小屋はコメディ・デ・シャンゼリゼ（Comedie des Champs-Élysés）、主演は、当時のオデオン座の座長フィルマン・ジェミエ（Firmin Gémier）だった。この頃から1940年まで、アンドレ・ジッドと付き合った。
1928年（29歳）、パリに来た辻潤と親交した。その夏、父の危篤で呼び戻され、没後の翌春、近在の村越ひろと結婚して、渋る家族親族を納得させ、帯同して再渡仏した。
1929年、パリに戻ってすぐ、日仏文化連絡協会を組織し、日本語の機関誌『日仏旬報』を発行したが、会費の徴収が滞り、長続きしなかった。1930年、辻潤の滞仏時の肩書「読売新聞パリ文芸特置員」を引き継ぎ、そしてパリ特派員になり、翌年パリ支局長になった。パリ旅行の林芙美子・小林一三・大倉喜八郎・秦豊吉・島崎藤村・高浜虚子・横光利一・大辻司郎らに頼りにされ、「パリの文化人税関」と呼ばれた。
ロマン・ロランに依頼され、1932年、オーベルランと協力して倉田百三の『出家とその弟子』の仏訳を出版した。
1935年、支局長の仕事のかたわら、南満州鉄道欧州事務所長だった坂本直道の依頼を受け、坂本が松岡洋右の要請を受けて創刊したフランス語の日本紹介誌『日仏文化（"FRANCE - JAPON" ）』の編集長に就任、1940年の終刊まで務めている。
1940年、ナチス・ドイツのフランス侵攻の直前、妻ひろが藤田嗣治・高野三三男らと帰国した。帰国後、長女春子が生まれた。
ドイツ軍占領下のパリに1年留まったのち、1941年、読売新聞の支局を閉じてベルリンへ移り帰国しようとしたが、独ソ開戦でシベリア鉄道に乗れなくなった。1942年、イスタンブールへ特派され、翌年、マドリード支局長に転じ、東京の本社へナチス・ドイツの破局を報じた。
日本の敗戦後の1946年1月、引揚船で帰国し、読売新聞本社に勤め各地へ講演旅行した。間借りして、浜松の在にいた妻と長女と住んだ。読売争議の先が見えた7月、論説委員・副主筆となった。
1947年、日本ペンクラブの再建やユネスコ運動に参画した。1949年、友人らと辻潤の墓碑を建立した。
1957年、前田好子との間に邦夫が生まれた。その秋読売新聞を定年退職し、社友・嘱託となり、またパリ日本館の顧問になった。
フランス政府から、1958年にレジオン・ドヌール勲章を、1964年に芸術文化勲章を贈られた。同年大東文化大学教授となった。
1965年、前田好子と正式に結婚した。
1975年、肺炎により没した。

## おもな著書

### 日本語の著書
- 『巴里』（新時代社） 1929
- 『巴里素描』（岡倉書房） 1934
- 『ヂイド会見記』（岡倉書房） 1947
- 『とるこ物語』（竹内書房） 1947
- 『フランス放浪記』（鱒書房） 1947
- 『現代フランス文芸史』（富岳本社） 1947
- 『ユネスコの理想と実践』（組合書店） 1948
- 『マックス・スティルナア』（星光書院） 1949
- 『情熱のイサベル スペインのアマポーラ』（世界文学社） 1949）
- 『スティルナアの思想と生涯』（星光書院） 1950）
- 『巴里横丁』（鱒書房） 1953）
- 『フランス人の一生』（白水社） 1957
- 『わが毒舌』（春陽堂書店） 1957
- 『巷のフランス語』（大学書林、大学書林語学文庫） 1958　ISBN 9784475020916
- 『青春の反逆』（春陽堂書店） 1958
- 『フランスの栄光とデカダンス 民族の起原からド・ゴールまで』（雪華社） 1962
- 『近代個人主義とは何か 現代のソクラテス哲人アン・リネルの個人主義』（東京書房） 1962、のち黒色戦線社 1984
- 『ド・ゴール 米ソを震憾させた世紀の風雲児』（七曜社） 1963
- 『親鸞とサルトル』（実業之世界） 1965
- 『フランスの女流作家たち』（新書館） 1965
- 『引佐町物語 遠州郷土誌』（ふえみなあ社） 1966
- 『ニヒリスト辻潤の思想と生涯』（オリオン出版社） 1967
- 『自然発生的抵抗の論理 アンドレ・ジイドとの対話』（永田書房） 1969
- 『風来の記 大統領から踊り子まで』（読売新聞社） 1970

#### :没後
- 『エロス探求 わがエロトロジー』上・下（インタナル出版） 1976
- 『無頼記者、戦後日本を撃つ 1945 巴里より「敵前上陸」』（大沢正道編、社会評論社） 2006
- 『巴里物語』（社会評論社） 2010
なお、『ライブラリー・日本人のフランス体験 第7巻』（柏書房（2010）ISBN 9784760136322に、『巴里』『巴里素描』『Drames d'amour』などが収録されている。
- 『松尾邦之助』復刻版（江川佳秀編、ゆまに書房、美術批評家著作選集8） 2011

### 日本語訳書
- 『トパーズ』（マルセル・パニヨル、永戸俊雄共訳、新時代社） 1931
- 『娼婦と暮して一ヶ月』（マリズ・ジョワジイ（Maryse Choisy）、新時代社） 1940
- 『アンディアナ』（ジョルジュ・サンド、コバルト社、コバルト叢書） 1948
- 『欧洲の苦悶』（F・フィゼーヌ, F・ペルー、根岸国孝共訳、鎌倉文庫） 1948
- 『多情時代: 恋愛と結婚』（ゴンクール兄弟、コスモポリタン社） 1949
- 『フランス革命』（ピエール・ガクソット、読売新聞社） 1950
- 『夜の森』（ジャン・ルイ・キュルチス、三笠書房） 1951
- 『日本という国』（デュアメル、読売新聞社） 1953
- 『カロリーヌ』（セシル・サン・ローラン、鱒書房） 1954
- 『日本の文明』（デュアメル、読売新聞社） 1954
- 『浮気なカロリーヌ』（セシル・サン・ローラン、鱒書房） 1955
- 『赤いスフィンクス』（アン・リネル、長嶋書房） 1956
- 『フランスとフランス人』（岩波新書） 1957
- 『北爆 ベトナム戦争と第七艦隊』（マルセル・ジュグラリス（Marcel Giuglaris）、現代社） 1966

### 外国語で書いた著書・訳書
（特記ない限りフランス語）
- 『其角の俳諧』（スタイニルベル=オーベルラン共著、ジョルジュ・クレス書店） 1927

"Les haikai de Kikakou", Editions G.Crès (1927)
- 『枕草子』（オーベルラン共訳、ストック社） 1928

"Les notes de l'oreiller", Librairie stock (1928)
- 『能の本』（オーベルラン共訳、ピアザ社） 1928

"Le livre des no drames legendaires du vieux japon", Piasa (1928)
- 『恋の悲劇』（岡本綺堂の「修善寺物語」「キリシタン屋敷」「鳥辺山心中」）、オーベルラン共訳、ストック社） 1930

"Drames d'amour", Librairie stock (1930)
- 『日本仏教諸宗派』（オーベルラン共訳、ジョルジュ・クレス書店） 1930

"Les sectes bouddhiques japonaises", Editions G.Crès (1930)
- 『倉田百三の「出家とその弟子」』（オーベルラン共訳、リエデル社） 1932

"Le prêtre et ses disciples", Rieder (1932)
- 『芭蕉及びその弟子』（オーベルラン共訳、藤田嗣治挿画、国際知的協力会） 1936

"Haïkaï de Bashô et de ses disciples", Institut de coopération intellectuelle (1936)
- 『現代日本詩』（イタリア語、レオネロ共訳、ミラノ書店） 1935

Fiumi Leonello & Matsuo Kuni: "Poeti giapponesi d’oggi" (1935)
- 『友松円諦の「現代人の仏教概論」』（アルカン社） 1935

"Le bouddhisme"par Entai Tomomatsu, F.Alcan (1935)
- 『現代日本詩人アントロジイ』（メルキュール・ド・フランス社） 1939

"Anthologie des poètes Japonais contemporains", Mercure de France (1939)
- 『太陽の季節』（石原慎太郎、ジュリアード書店） 1955

"La saison du soleil", Julliard (1955)

## 関連文献
- 『パリの日本人』上・下（小門勝二、私家版） 1969
- 『エコール・ド・パリの日本人野郎 - 松尾邦之助交遊録』（玉川信明、朝日新聞社） 1989、新版 社会評論社 2005
- 「人間交差点・松尾邦之助」-『パリの日本人』（鹿島茂、新潮社、新潮選書） 2009、新版 中公文庫 2015